# Ernest Mangnall
James Ernest Mangnall (13. januar 1866 – 29. januar 1932) var en engelsk fodboldtræner. Han var mest kendt som manager for Manchester United fra 1903 til 1912 og Manchester City fra 1912 til 1924. Ernest Mangnall var søn af Joseph og Anne Mangnall. Han blev uddannet ved Bolton Grammar School.

## Trænerkarriere

### Burnley
Mangnall startede sin karriere som træner i Burnley i marts 1900. Han havde ikke nogen videre succes. Klubben var etableret i 1. division da han startede, og havde ganske få økonomiske midler. Senere blev det til en nedrykning til 2. division, hvor klubben lå nederst på tabellen.

### Manchester United
Mangnall kom til Manchester United, og klubbens stadion Bank Street den 30. september 1903. Han blev klubbens første manager, fordi de to tidligere klubanvarlige for United begge havde titlen som sekretær: A. H. Albut (1892-1900) og James West (1900-1903).
Forudsætningene var helt anderledes i Manchester United end i Burnley. Rigtignok var klubben middelmådig i 2. division, men de havde fået et frisk kapital året før – da de blev reddet fra konkurs. Sammen med den økonomiske bryggeriejer, John H. Davies, forvandlede han klubben til en af gigantene i 1. division.
Mangnall var også med til udiklingen af Manchester Uniteds nuværende stadion, Old Trafford.

### Manchester City
Manchester City var i 1905 blevet dømt for ulovlige pengeudbetalinger til sine spillere. Fem ledere blev tvunget til at trække sig, mens sytten spillere blev fradømt retten til nogensinde mere at spille for klubben. De blev også suspenderet fra al fodbold frem til den 31. december 1906.
Den mest kendte af dem, Billy Meredith, fik siden en tillægsstraf og suspenderet helt frem til den 30. april 1908, beskyldt for bestikkelser og forsøg på at skaffe sig penge fra City, mens han var under suspension.
Men allerede i maj 1906, mens Meredith havde to år igen af sin suspension, slog Ernest Mangnall til. Han betalte 500 pund til Manchester City og overtalte waliseren til at signere en ny kontrakt. Allerede på det tidspunkt var Meredith en af de bedste spillerne i ligaen, og Mangnall havde en helt klar taktik.
Som træner for Manchester City var han for første gang medvirkende til, at klubben vandt sin liga. FA Cup blev også vundet for første gang den efterfølgende sæson. I 1911 var Mangnall med til at vinde ligaen for anden gang.
| Sport                  | Sport                              | Sport                       |
| ---------------------- | ---------------------------------- | --------------------------- |
| Foregående: James West | Manchester United-træner 1903-1912 | Efterfølgende: John Bentley |